# Walmor Oliveira de Azevedo

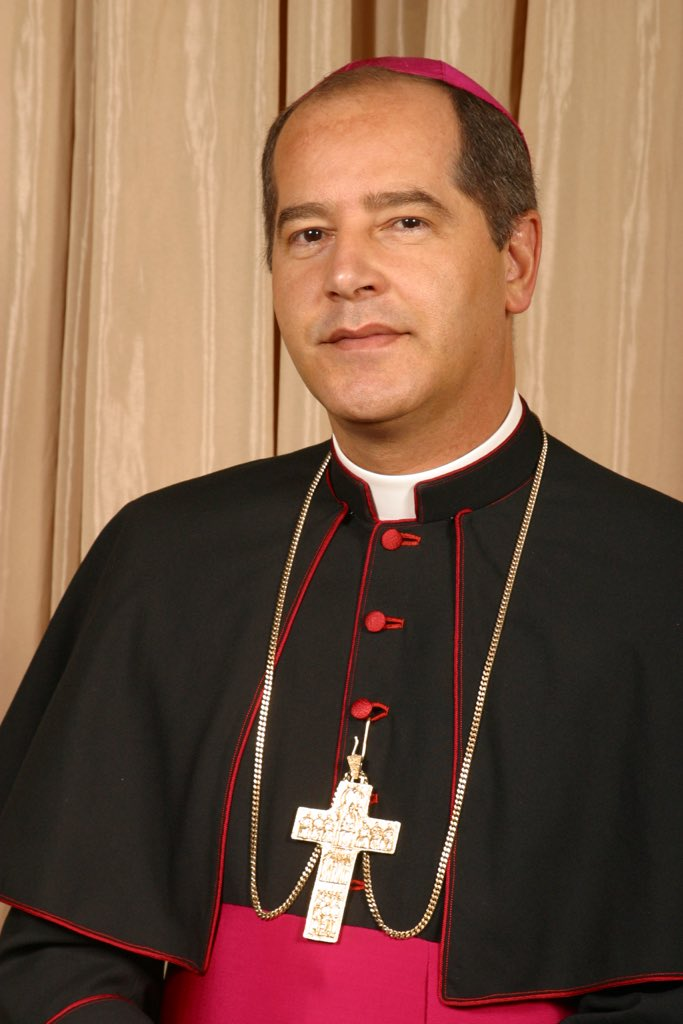
Erzbischof Walmor Oliveira de Azevedo (2020)

Erzbischofswappen

Walmor Oliveira de Azevedo (* 26. April 1954 in Cocos, Bahia, Brasilien) ist ein römisch-katholischer Geistlicher und Erzbischof von Belo Horizonte.

## Leben
Walmor Oliveira de Azevedo wurde als Sohn von João Augusto de Azevedo und dessen Ehefrau Maria Conceição Oliveira Azevedo geboren. Von 1960 bis 1965 besuchte er die Grundschule Grupo Escolar Sebastião Augusto de Azevedo und von 1966 bis 1968 das bischöfliche Gymnasium São José sowie 1969 das Instituto de Educação Anísio Teixeira in Caetité. Oliveira de Azevedo trat 1970 in das erzbischöfliche Priesterseminar Santo Antônio in Juiz de Fora ein. Von 1972 bis 1973 studierte er Philosophie an der Philosophischen Fakultät Dom Bosco in Juiz de Fora und von 1974 bis 1975 Literaturwissenschaften in São João del Rei. Von 1974 bis 1977 studierte er Katholische Theologie am Priesterseminar Santo Antônio in Juiz de Fora. Er empfing am 9. September 1977 das Sakrament der Priesterweihe für das Erzbistum Juiz de Fora.
1977 wurde Walmor Oliveira de Azevedo für weiterführende Studien im Fach Biblische Exegese und des Biblischen Hebräisch nach Rom entsandt. In dieser Zeit lebte er im Päpstlichen Brasilianischen Pius-Kolleg. 1980 erwarb er am Päpstlichen Bibelinstitut das Lizenziat im Fach Biblische Exegese. Von 1980 bis 1984 war er Koordinator des theologischen Kurses am Priesterseminar in Juiz de Fora und diözesaner Koordinator für die Berufungspastoral. 1985 wurde er an der Päpstlichen Universität Gregoriana mit einer von Fritzleo Lentzen-Deis betreuten Dissertation zum Doktor der Theologie im Fach Biblische Exegese promoviert.
Von 1986 bis 1987 war Oliveira de Azevedo Ausbilder, Professor für Biblische Exegese und Pfarrvikar sowie Koordinator des theologischen Kurses am Priesterseminar in Juiz de Fora. Er war zudem von 1986 bis 1998 Mitglied des Priesterrates des Erzbistums Juiz de Fora und von 1989 bis 1998 Mitglied des Kollegiums der Konsultoren des Erzbistums Juiz de Fora sowie von 1986 bis 1995 Pfarrer der Pfarrei Nossa Senhora da Conceição de Benfica. Walmor Oliveira de Azevedo war von 1986 bis 1988 zusätzlich Koordinator der Pastoralregion Nossa Senhora de Lourdes. 1989 wurde er Regens des Priesterseminars in Juiz de Fora. Von 1986 bis 1990 war er Professor am Zentrum für höhere Bildung und von 1991 bis 1994 Professor für die Einführung in die Hermeneutik des Neuen Testamentes an der Päpstlichen Katholischen Universität von Rio de Janeiro. 1995 wurde Oliveira de Azevedo Direktor des Departments für Religionswissenschaften an der Universidade Federal de Juiz de Fora. Von 1996 bis 1998 war er zudem Pfarrer der Pfarrei Bom Pastor.
Am 21. Januar 1998 ernannte ihn Papst Johannes Paul II. zum Titularbischof von Caliabria und zum Weihbischof in São Salvador da Bahia. Die Bischofsweihe spendete ihm der Erzbischof von São Salvador da Bahia, Lucas Kardinal Moreira Neves OP, am 10. Mai 1998 in der Kathedrale von Juiz de Fora; Mitkonsekratoren waren der Erzbischof von Juiz de Fora, Clóvis Frainer OFMCap, und der Bischof von Luz, Eurico dos Santos Veloso. Als Wahlspruch wählte er eine Verheißung aus dem Buch des Propheten Jesaja (Jes 61,1 ): Ut mederer contritis corde („damit ich die heile, deren Herz zerbrochen ist“). Die Amtseinführung als Weihbischof in São Salvador da Bahia fand am 22. Mai 1998 im Heiligtum Unserer Lieben Frau von Fatima statt. Als Weihbischof war Oliveira de Azevedo Koordinator für die Pastoral im Erzbistum São Salvador da Bahia und Sekretär der Region Nordeste 3 der Brasilianischen Bischofskonferenz.
Papst Johannes Paul II. ernannte ihn am 28. Januar 2004 zum Erzbischof von Belo Horizonte. Die Amtseinführung fand am 26. März desselben Jahres statt. Am 28. Juli 2010 ernannte ihn Papst Benedikt XVI. zudem zum Ordinarius für die katholischen Gläubigen der orientalischen Riten in Brasilien. Am 6. Mai 2019 wurde er für eine vierjährige Amtszeit zum Vorsitzenden der Brasilianischen Bischofskonferenz gewählt.

## Überdiözesane Aufgaben

### Römische Kurie
- seit 2009 Mitglied der Kongregation für die Glaubenslehre[5]

### Brasilianische Bischofskonferenz
- 1999 bis 2003 Mitglied der Kommission für die Glaubenslehre
- seit 2003 Präsident der Kommission für die Glaubenslehre
- 2007 Delegierter für die V. Generalkonferenz der CELAM in Aparecida
- Präsident der Region Leste 2 der Brasilianischen Bischofskonferenz
- 2019–2023 Präsident der Brasilianischen Bischofskonferenz

### Sonstige Organisationen
- seit 1980 Mitglied der Liga für Bibelstudien
- seit 1989 Mitglied des Vereins „Evangelium und Kultur“ mit Sitz in Düsseldorf
- von 1992 bis 1997 Mitglied der Forschungsgruppe des Departments für Religionswissenschaften an der Universidade Federal de Juiz de Fora
- 5. bis 26. Oktober 2008: Delegierter für die XII. ordentlichen Generalversammlung der Bischofssynode

## Ehrungen
- 14. Mai 2009 Ehrenbürger des Bundesstaates Minas Gerais[6]
- 7. März 2010 Ehrenbürger der Stadt Ribeirão das Neves[7]
- 21. März 2010 Ehrendiplom der Stadt Belo Horizonte
- 16. Dezember 2010 Ehrenbürger der Stadt Caeté[8]